# 江津道路

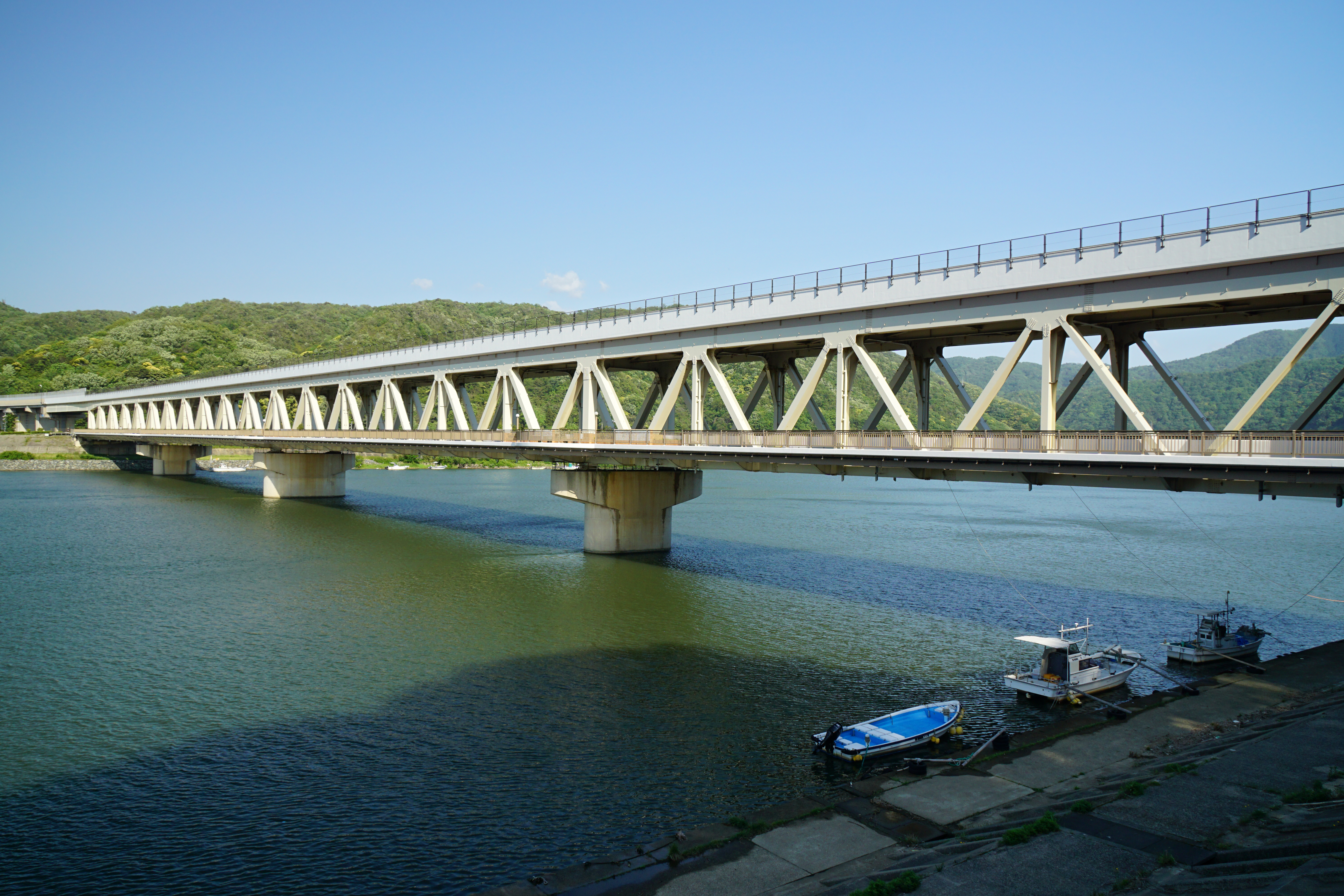
江津バイパスと江の川（2018年5月）

江津道路（ごうつどうろ）は、島根県の江津市と浜田市とを結ぶ延長17.6キロメートル (km) の高規格幹線道路である。
江津IC以東は国土交通省が江津バイパスの道路名で国道9号として管理しており、山陰自動車道の現道活用区間とされた。
江津IC以西は西日本高速道路が山陰道の道路名で一般有料道路として管理している。山陰自動車道に並行する国道9号の自動車専用道路として整備された。

## 概要

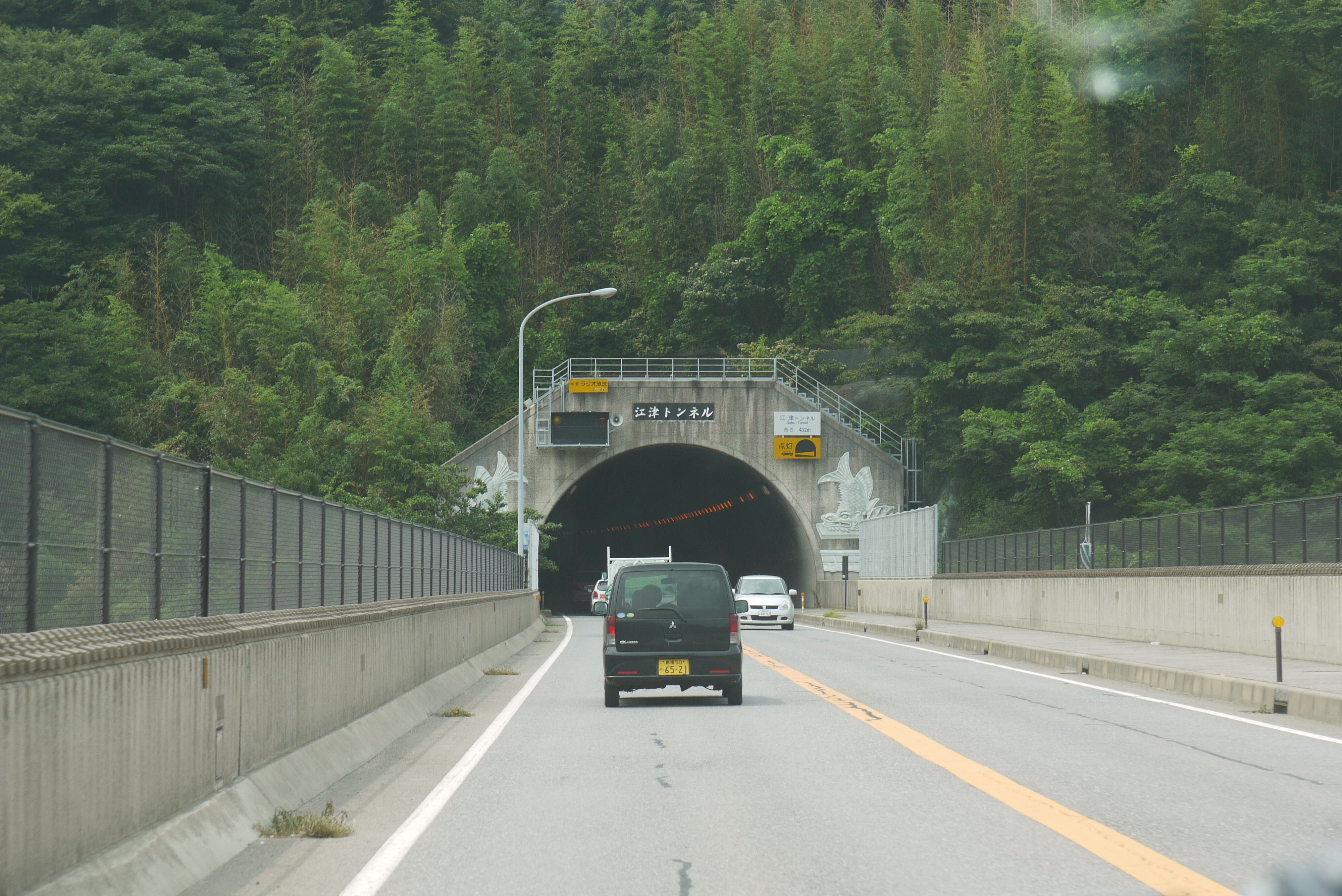
江津トンネル付近（2009年8月）

- 起点 : 島根県江津市渡津町
- 終点 : 島根県浜田市高佐町
- 全長 : 17.6 km
- 規格 : 第1種第3級
- 設計速度 : 80 km/h
- 道路幅員 : 20.5 m
- 車線幅員 : 3.5 m
- 車線数 : 暫定2車線

## 通過市町村
- 島根県
  - 江津市 - 浜田市

## インターチェンジなど
- 全区間島根県内に所在。

| IC 番号                                          | 施設名                 | 接続路線名                                                  | 京都から (km) | 所在地 |
| ------------------------------------------------ | ---------------------- | ----------------------------------------------------------- | ------------- | ------ |
| 国道9号 松江・大田方面                           |                        |                                                             |               |        |
| 無料区間・一般道路区間（江津バイパス）           |                        |                                                             |               |        |
| -                                                | 江津バイパス東口交差点 | 国道9号 江津市街方面 県道302号浅利渡津線                    | 435.4         | 江津市 |
| -                                                | 渡津交差点             | 国道261号 県道302号浅利渡津線バイパス（山陰道現道活用区間） | 435.9         | 江津市 |
| -                                                |                        | 県道112号三次江津線                                         | 437.4         | 江津市 |
| 有料区間・自動車専用道路区間（山陰道・江津道路） |                        |                                                             |               |        |
| -                                                | 江津IC                 | 県道330号江津インター線                                     | 438.5         | 江津市 |
| -                                                | 江津西IC               | 県道299号下府江津線                                         | 443.6         | 江津市 |
| -                                                | 浜田東IC               | 県道254号はまだリゾート線                                   | 449.6         | 浜田市 |
| 3-2                                              | 浜田JCT                | E74 E9 浜田自動車道                                         | 453.0         | 浜田市 |

## 沿革
- 1992年度（平成4年度）：都市計画決定。
- 1993年（平成5年）3月 : 江津市渡津町 - 嘉久志町2.8 kmが供用開始。
- 2003年（平成15年）9月21日 : 江津市嘉久志町（江津IC）- 浜田市高佐町（浜田JCT）14.8 kmが供用開始。全区間供用開始。
- 2010年（平成22年）
  - 2月2日 : 有料区間（江津IC - 浜田JCT間）が無料化社会実験の対象区間に指定される。
  - 6月28日：2010年度無料化社会実験開始。
- 2011年（平成23年）6月20日：無料化社会実験が一時凍結される。
- 2019年（令和元年） 9月4日：国土交通省が暫定2車線区間のうち江津IC - 江津西IC間を、10 - 15年後を目処に4車線化する優先整備区間に選定する方針を発表。

## 交通量
平日24時間交通量（平成17年度道路交通センサス）
- 江津IC-江津西IC : 1,539
- 江津西IC - 浜田東IC : 1,744
- 浜田東IC - 浜田JCT : 1,795

なお、2010年6月28日から開始された、料金無料化実験後の1週間における交通量は、江津IC - 江津西IC間において、約2,100台/日から約6,500台/日へと、約3.1倍となった。